# چی‌آکی اومیگاوا
چی‌آکی اومیگاوا (انگلیسی: Chiaki Omigawa; ۱۱ نوامبر ۱۹۸۹ – ) بازیگر، صداپیشه، و بازیگر خردسال اهل ژاپن بود.